# Eucalyptus olida
Eucalyptus olida, conocido como el eucalipto fresa ("strawberry gum"), es una especie de eucalipto perteneciente a la familia de las mirtáceas.

## Descripción
Es un árbol de talla media que alcanza 20 m, restringido a los bosques esclerófilos de las Mesetas del Norte de Nueva Gales del Sur, en el este de Australia. La corteza es fibrosa en los árboles maduros. Las flores son de color crema y a estas le siguen pequeñas cápsulas leñosas. Las hojas juveniles son ovadas (7 cm de largo) y verde opacas, mientras que las hojas adultas son lanceoladas y verde brillosas (hasta 17 cm). Las hojas son intensamente aromáticas y usadas como especia. 

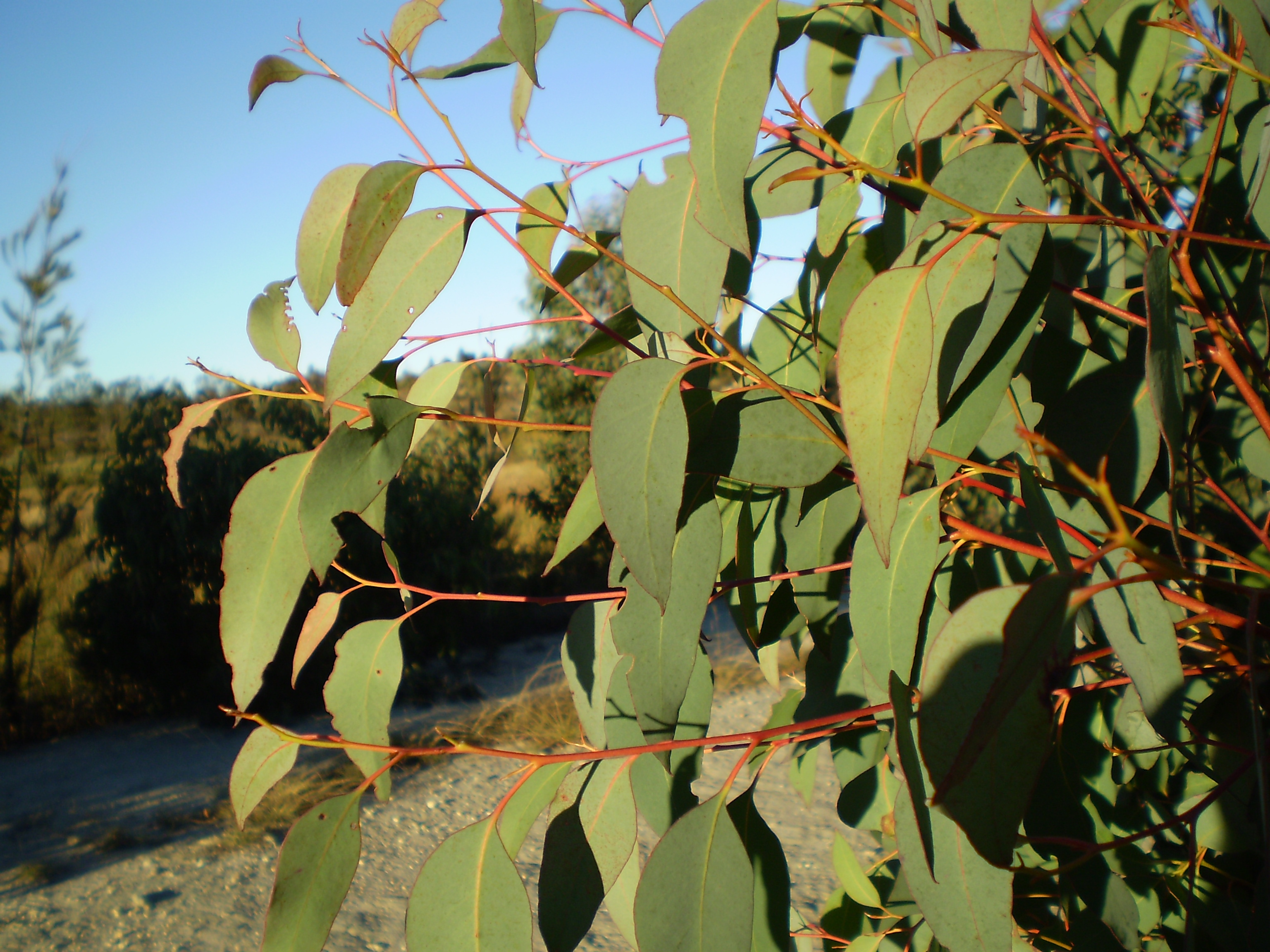
Follaje juvenil de Eucalyptus olida.

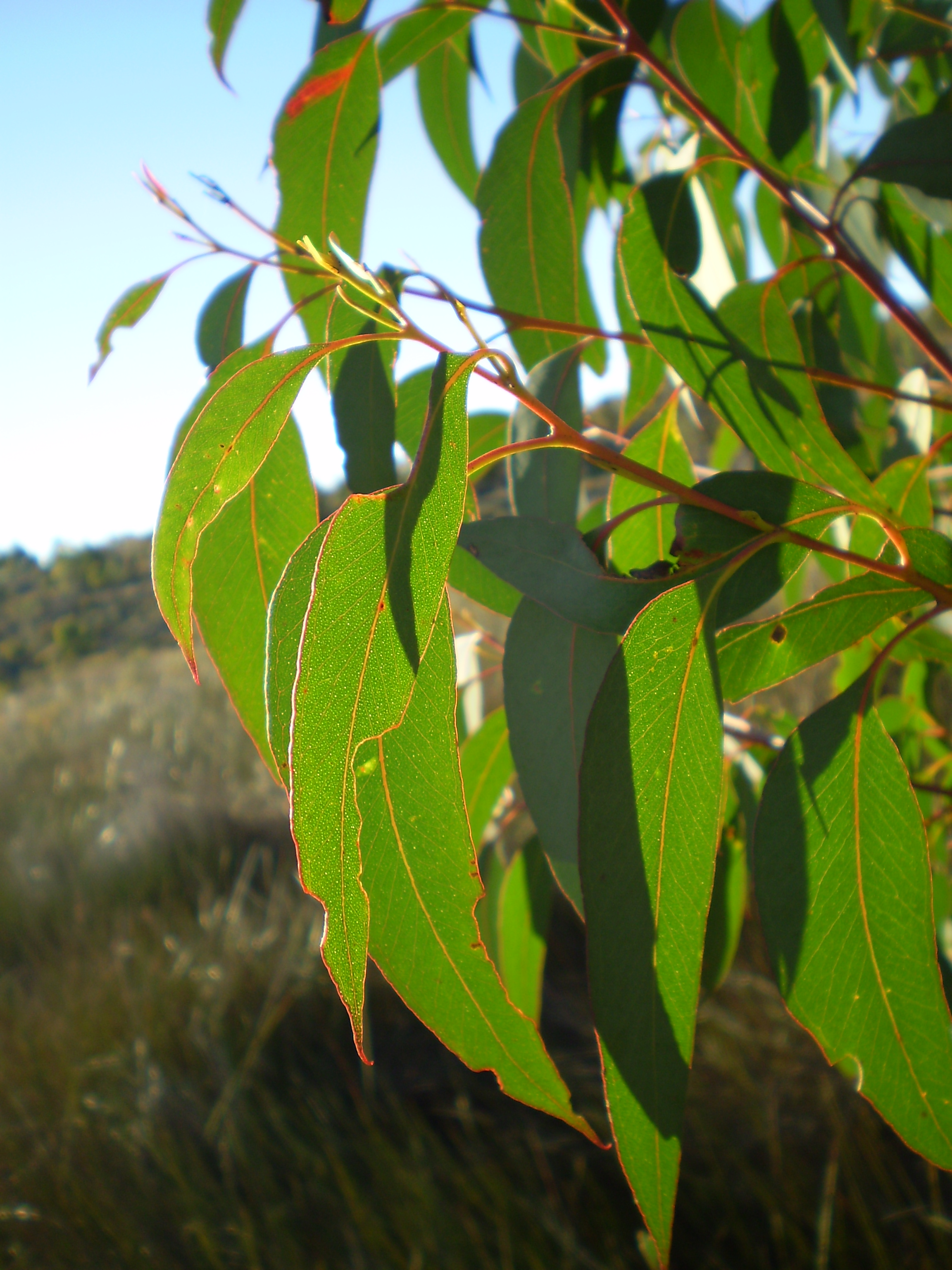
Hojas

Eucalyptus olida está clasificado como una especie amenazada en la naturaleza, pero está llegando a ser más común en cultivo debido a sus aceites esenciales y cualidades de especia.

## Usos
La hoja de Eucalyptus olida se destila por sus aceites esenciales con sus componentes de estructura básica parecidos a cristales usados en saborizantes y perfumería.
La hoja tiene altos niveles de metil cinamato (98%). El metil cinamato es un componente del sabor de la fresa, y el aceite esencial de Eucalyptus olida es comercialmente usado como saborizante natural de fruta y componente en perfumería. Como saborizante ha adquirido varios nombres comerciales, incluyendo 'olida' y 'forestberry herb'. 
La hoja de Eucalyptus olida se usa como un producto de  especia seca en la cocina silvestre, especialmente con el fruto. Se usa en tes herbales y contiene antioxidantes. La producción de aceite es alta, en un 2-6% del peso en fresco.
Las plantaciones proveen la actual demanda de la industria.

## Taxonomía
Eucalyptus olida fue descrita por L.A.S.Johnson & K.D.Hill y publicado en Telopea 4: 103. 1990.
Etimología
Eucalyptus: nombre genérico que proviene del griego antiguo: eû = "bien, justamente" y kalyptós = "cubierto, que recubre". En Eucalyptus L'Hér., los pétalos, soldados entre sí y a veces también con los sépalos, forman parte del opérculo, perfectamente ajustado al hipanto, que se desprende a la hora de la floración.